# Mali Nerajec
Máli Nerájec je naselje v Sloveniji.

## Geografija
Povprečna nadmorska višina naselja je 155 m.
Pomembnejša bližnja naselja so: Dragatuš (2,5 km) in Črnomelj (11 km).